# Liste der Baudenkmale in Moltzow
In der Liste der Baudenkmale in Moltzow sind alle denkmalgeschützten Bauten der Gemeinde Moltzow (Mecklenburg-Vorpommern) und ihrer Ortsteile aufgelistet. Grundlage ist die Veröffentlichung der Denkmalliste des Landkreises Müritz mit dem Stand vom April 2010. 

## Legende
In den Spalten befinden sich folgende Informationen:
- ID-Nr: Die Nummer wird von den Denkmalämtern der Landkreise vergeben. Wenn sie nicht bekannt ist, bleibt die Spalte leer. In dieser Spalte kann sich zusätzlich das Wort Wikidata befinden, der entsprechende Link führt zu Angaben zu diesem Denkmal bei Wikidata.
- Lage: die Adresse des Denkmales und die geographischen Koordinaten.
Link zu einem Kartenansichtstool, um Koordinaten zu setzen. In der Kartenansicht sind Denkmale ohne Koordinaten mit einem roten bzw. orangen Marker dargestellt und können in der Karte gesetzt werden. Denkmale ohne Bild sind mit einem blauen bzw. roten Marker gekennzeichnet, Denkmale mit Bild mit einem grünen bzw. orangen Marker.
- Bezeichnung: Bezeichnung, so wie sie in den offiziellen Listen der Denkmalämter steht. Ein Link hinter der Bezeichnung führt zum Wikipedia-Artikel über das Denkmal. Wenn die Bezeichnung der Denkmalämter inhaltlich fehlerhaft ist, ist in der Spalte „Beschreibung“ darauf hinzuweisen.
- Beschreibung: Beschreibung des Denkmales
- Bild: ein Bild des Denkmales und gegebenenfalls einen Link zu weiteren Fotos des Denkmals im Medienarchiv Wikimedia Commons

## Baudenkmale nach Ortsteilen

### Moltzow
| ID | Lage                            | Bezeichnung                        | Beschreibung | Bild           |
| -- | ------------------------------- | ---------------------------------- | --- | -------------- |
|    | Moltzower Dorfstraße 14 (Karte) | Gutshaus mit Park und Stallscheune | Romantischer, 2-gesch., unsanierter, Ziegelbau auf Feldsteinsockel im Tudorstil von 1852, Architekt Theodor Krüger, mit Mittel- und 2 Seitenrisaliten; Gut der Familie von Maltzan (Moltzow) (1372–1945); Landschaftspark verwildert. | Weitere Bilder |
|    |                                 | Friedhofskomplex mit Allee         | |                |

### Langwitz
| ID | Lage                  | Bezeichnung | Beschreibung | Bild |
| -- | --------------------- | ----------- | ------------ | ---- |
|    | Langwitz 28/29/30/30a | Wohnhaus    |              |      |

### Lupendorf
| ID | Lage           | Bezeichnung             | Beschreibung                                                                                         | Bild |
| -- | -------------- | ----------------------- | --- | ---- |
|    | Lindenplatz 6  | Gutsanlage mit Gutshaus | 1-geschossiger, 10-achsiger Fachwerkbau vom 19. Jh. mit Krüppelwalm und 2-geschossigem Zwerchgiebel. |      |
|    | Lindenplatz 10 | Speicher und Park       | |      |

### Marxhagen
| ID | Lage             | Bezeichnung                                                            | Beschreibung | Bild |
| -- | ---------------- | ---------------------------------------------------------------------- | --- | ---- |
|    | Hofweg 6 (Karte) | Gutsanlage mit Gutshaus, Park, Scheune, Stall und ehemaligem Eiskeller | 2-geschossiger gelber Klinkerbau von 1853 von Architekt Theodor Krüger mit 4-geschossigem Turm, 3-/4-geschossigen Anbauten; Schwesterbau vom Gutshaus Moltzow; Feldsteinscheune von 1839 und Backsteinstall; Gut u. a. der Familien von Rabe (?, ab 1622), von Moltzan/Maltzan (ab um 1781–1830 sowie 1882–1887). |      |

### Rambow
| ID | Lage                      | Bezeichnung               | Beschreibung | Bild           |
| -- | ------------------------- | ------------------------- | --- | -------------- |
|    | Kirchstraße 9 (Karte)     | Kirche mit Feldsteinmauer | Einschiffige Feldsteinkirche aus der 2. Hälfte des 16. Jahrhunderts, schmaler Westturm mit Pyramidendach; Ostgiebel mit Schmuckformen der Renaissance und Wappen der Familie Moltzow; Einrichtung aus der Erbauungszeit. | Weitere Bilder |
|    | Kirchstraße 11/12 (Karte) | Pfarrhaus                 | | Pfarrhaus      |

### Schwinkendorf
| ID | Lage                  | Bezeichnung                        | Beschreibung | Bild                               |
| -- | --------------------- | ---------------------------------- | ------------ | ---------------------------------- |
|    | Dorfstraße 6          | ehemaliges Pfarrhaus (Wohnhaus)    |              |                                    |
|    | Dorfstraße 28 (Karte) | Kirche                             |              | Weitere Bilder                     |
|    | Dorfstraße 28 (Karte) | Friedhof; Kriegerdenkmal 1914/1918 |              | Friedhof; Kriegerdenkmal 1914/1918 |
|    | Dorfstraße 29         | Wohnhaus                           |              | Wohnhaus                           |

### Tressow
| ID | Lage                        | Bezeichnung                               | Beschreibung | Bild                                      |
| -- | --------------------------- | ----------------------------------------- | ------------ | ----------------------------------------- |
|    | Hofplatz 3 (Karte)          | Gutsanlage mit Wirtschaftsgebäude         |              | Gutsanlage mit Wirtschaftsgebäude         |
|    | Hofplatz 23 (Karte)         | Wirtschaftsgebäude, Gesindehaus und Stall |              | Wirtschaftsgebäude, Gesindehaus und Stall |
|    | Kastanienallee 1 (Karte)    | Wohnhaus                                  |              | Wohnhaus                                  |
|    | Kastanienallee 3/3a (Karte) | Wohnhaus                                  |              |                                           |
|    | Kastanienallee 4/4a (Karte) | Wohnhaus                                  |              | Wohnhaus                                  |
|    | Kastanienallee 5 (Karte)    | Wohnhaus                                  |              |                                           |
|    | Kastanienallee 6 (Karte)    | Wohnhaus und Stall                        |              | Wohnhaus und Stall                        |
|    | Kastanienallee 14 (Karte)   | Wohnhaus                                  |              | Wohnhaus                                  |
|    | Kastanienallee 15 (Karte)   | Wohnhaus                                  |              | Wohnhaus                                  |
|    | Kastanienallee 16 (Karte)   | Wohnhaus                                  |              | Wohnhaus                                  |
|    | Kastanienallee 17 (Karte)   | Wohnhaus mit Stallgebäude                 |              | Wohnhaus mit Stallgebäude                 |
|    | Kastanienallee              | Mühle                                     |              |                                           |

### Ulrichshusen
| ID | Lage                      | Bezeichnung      | Beschreibung | Bild           |
| -- | ------------------------- | ---------------- | --- | -------------- |
|    | Seestraße 7/7a/7b (Karte) | Wohnhaus         | | Wohnhaus       |
|    | Seestraße 8/8a (Karte)    | Wohnhaus         | | Wohnhaus       |
|    | Seestraße 10 (Karte)      | Stallscheune     | |                |
|    | Seestraße 11 (Karte)      | Stallscheune     | | Stallscheune   |
|    | Seestraße 14 (Karte)      | Schloss mit Park | 3-geschossiges Haupthaus von um 1560 bzw. um 1625 mit nördlichem Risalit, 4-geschossigem Treppenturm, 3-geschossigem östlichen Zwischenbau ergänzt durch einen Zwinger | Weitere Bilder |

## Quelle
- Karte der Baudenkmale im Geoportal des Landkreises